# Fragata del Clan Bancario
Las Fragatas del Clan Bancario son unas naves de transporte, combate y comunicaciones propiedad del Clan Bancario Intergaláctico en el universo ficticio de Star Wars.

## Características
Las fragatas estelares de la clase Munificent del Clan Bancario son naves de combate y comunicaciones para el control y la coordinación de las flotas separatistas en territorio hostil. Las potentes antenas concentran transceptores supraluz de hiperondas y los dispositivos interferentes entorpecen los sensores y los sistemas localizadores enemigos. Los dos enormes cañones láser pueden fundir una luna de hielo de 1000 kilómetros de diámetro o penetrar en los escudos de una estación de combate de grado III de 10 kilómetros de ancho.
Las fragatas estelares de este tipo, que antes custodiaban las cámaras acorazadas de los planetas del Borde exterior y amenazaban en nombre del Clan Bancario a los planetas endeudados, coordinan también acciones navales separatistas como los ataques contra relés interestelares de la HoloRed para cegar y aislar a las fuerzas de la República Galáctica